# Tournefortia paniculata
Tournefortia paniculata là loài thực vật có hoa trong họ Mồ hôi. Loài này được Cham. miêu tả khoa học đầu tiên năm 1829.